# Gyúró István
Gyúró István (Orosháza, 1939. augusztus 9. – Budapest, 2021. szeptember 1.) magyar grafikus, fotográfus, tanár.

## Élete
A Táncsics Mihály Gimnázium elvégzése után a Képzőművészeti Főiskola hallgatója volt, ahol 1963-ban szerzett diplomát, mint sokszorosító grafikus. Három évig rajztanárként tevékenykedett, majd szabadúszó grafikus lett. Az 1970-es évek-től kezdődően több hazai nagyvállalat arculatát tervezte (pl.: Hungexpo, Budacolor stb.). Emellett filmplakátokat, képeslapokat, emblémákat tervezett. A számítógépek fejlődésével elkezdett komputergrafikákat is készíteni. Budapesten hunyt el 2021. szeptember 1-én.

## Egyéni kiállításai
- 1980. Orosháza, Szántó Kovács János Múzeum
- 1981. Hódmezővásárhely, Medgyessy terem
- 1982. Dorog, József Attila Művelődési Központ
- 1997. Orosháza, Táncsics Mihály Gimnázium
- 1999. Budapest, Griff Art Galéria
- 2006. Orosháza, Városi Képtár
- 2009. Budapest, Pincegaléria
- 1997. Budapest, Németvölgyi úti Iskola (Várdeák Csillával közösen)
- 2008. Budapest, Kóka Galéria (Somogyi Jánossal közösen)
- 2012. Fotókiállítás Orosházán (Fekete Erzsébettel közösen)

## Csoportos kiállításai
- Országos Tervezőgrafikai Biennálé – Békéscsaba, Munkácsy Mihály Múzeum: 1982, 1988, 1998, 2000
- 1997. Plakát Parnasszus 3 – Budapest, Kongresszusi Központ
- 1997. MAGYAR SZALON – Budapest, Műcsarnok
- 2000. TÉR RAJZ – Budapest, Nádor Galéria
- 2000. Plakát Parnasszus 5 – Budapest, Kongresszusi Központ
- 2001. IPAR művészet – Budapest, Műcsarnok
- 2005. II. kerületi Alkotók Tárlata
- 2006. II. kerületi Alkotók Tárlata
- 2007. Művészeti Szemle – Budapest, Olof Palme Ház
- 2007. Kerti tanítványok – Tatai vár
- 2007. XXXIV. Alföldi Tárlat – Békés, Orosháza, Gyula
- 2008. Ék Sándor és tanítványai – Budapest VI. kerülete, József Attila Művészeti Centrum
- 2013. A „NÉGY ELEM” pályázat alkotásai – Szentendre
- 2014. A „LABIRINTUS” pályázat alkotásai – Szentendre
- 2015. A „HARMÓNIA” pályázat alkotásai – Szentendre